# Sinalização de trânsito no Equador
A sinalização de trânsito no Equador é regulamentada no Manual Básico de Señalización Vial e no Reglamento Técnico Ecuatoriano. RTE INEN 004-1:2011. Señalización vial, baseada no MUTCD dos Estados Unidos. Os sinais de trânsito são, portanto, semelhantes em desenho aos sinais usados nos Estados Unidos. A diferença é que o Equador utiliza o sistema métrico, por exemplo, a velocidade dos veículos é medida em km/h.
O Equador usa sinais de alerta em forma de diamante sobre fundo amarelo, assim como a maior parte do resto das Américas. Os sinais regulamentares e proibitivos são todos circulares brancos com bordas vermelhas, com exceção do sinal de stop e do sinal de rendimento. Assim como na Austrália e nos Estados Unidos, o grupo de sinalização obrigatória não é usado no Equador.
O Equador assinou a Convenção sobre a Sinalização Rodoviária em 8 de novembro de 1968, mas ainda não a ratificou totalmente. O Equador adotou a Convenção sobre a Sinalização Rodoviária, preservando os símbolos dos sistemas de sinalização rodoviária europeus e aceitando a alternativa de escrever legendas usadas nos sistemas de sinalização rodoviária norte-americanos.

## Sinais regulatórios

### R1: Sinais de prioridade

R1-1 Pare
R1-2 Dê preferência ao tráfego na estrada principal
R1-3 Alfândega
R1-4 Parar aqui no Vermelho

### R2: Sinais de direção

R2-1I Tráfego de sentido único à esquerda
R2-1D Tráfego de mão única à direita
R2-2 Tráfego nos dois sentidos
R2-3 Via dupla
R2-4 Dê passagem aos pedestres
R2-5I Passe pela esquerda
R2-5D Passe pela direita
R2-6I Mantenha-se à esquerda
R2-6D Mantenha certo
R2-7 Não entre
R2-8 Proibição de inversões de marcha
R2-9I Proibição de virar à esquerda
R2-9D Proibição de virar à direita
R2-10 Proibição de conversão à esquerda ou inversão de marcha
R2-11 Virar à direita na rede é permitido
R2-12I Proibição de mudança na faixa da esquerda
R2-12D Proibição de mudar para faixa da direita
R2-13 Proibição de ultrapassagem
R2-14a Veículos mantenham-se à direita
R2-14b Os ônibus seguem à direita
R2-14c Caminhões mantenham-se à direita
R2-14d Os ciclistas mantêm-se à direita
R2-14e Os motociclistas mantêm-se à direita
R2-15I Somente virar à esquerda
R2-15D Somente conversão a direita
R2-16 Somente em frente
R2-17 Passe de um lado para o outro
R2-18I Siga em frente ou vire à esquerda
R2-18D Siga em frente ou vire à direita
R2-19a Controle avançado de faixa no cruzamento
R2-19b Controle avançado de faixa no cruzamento
R2-19c Controle avançado de faixa no cruzamento
R2-20 Estrada dividida
R2-20a Estrada dividida

### R3: Série de restrição de circulação

R3-1 Proibição de veículos motorizados
R3-2 Proibição de caminhões
R3-3 Proibição de ônibus
R3-4 Proibição de veículos agrícolas
R3-5 Não bloqueie a Interseção
R3-6 Proibição de ciclistas
R3-7 Proibição de motociclistas
R3-8 Proibição de carrinhos de mão
R3-9 Proibição de veículos de tração animal
R3-10 Proibição de pedestres
R3-11 Somente ônibus
R3-12a Ciclovia
R3-12b Caminho compartilhado para pedestres e ciclistas
R3-12c Termina caminho compartilhado para pedestres e ciclistas
R3-12d Faixas segregadas para uso exclusivo de pedestres e ciclistas
R3-12e Termina vías segregadas de uso exclusivo para peatones y ciclistas
R3-13 Veículo de alta ocupação
R3-13a Fim do veículo de alta ocupação

### R4: Sinais de limite máximo

R4-1 Limite máximo de velocidade
R4-2 Limite máximo de velocidade com iluminação LED
R4-3 A restrição de velocidade termina
R4-4 Reduza a velocidade
R4-5 Altura máxima
R4-6 Largura máxima
R4-7 Peso máximo
R4-8 Limite de peso do eixo
R4-9 Máximo longo
R4-10 Controle de pesos

### R5: Sinais de estacionamento

R5-1 Proibição de estacionamento
R5-2 Proibição de estacionar ou parar
R5-3 Estacionamento permitido
R5-4 Área de estacionamento pago
R5-5a Estacionamento reservado para pessoas com deficiência
R5-5b Estacionamento reservado para pessoas com deficiência
R5-6 Ponto de ônibus

### R6: Série de placas complementares

R6-1a Placas de endereço de estacionamento
R6-1b Placas de endereço de estacionamento
R6-1c Placas de endereço de estacionamento
R6-2d Zona de carregamento
R6-3 Placa de guindaste
R6-4 Próximo km/h
R6-5 Ônibus de transporte rápido (BTR)
R6-6 Dê passagem ao carrinho

### R7: Séries diversas

R7-1 Silêncio
R7-2 Não pegue ou deixe passageiros
R7-3a Atravessar apenas na faixa de pedestres
R7-3b Utilizar faixa de pedestres
R7-4I Túneis de travessia de pedestres deixados
R7-4D Túneis de travessia de pedestres à direita
R7-5 Cinto de segurança